# 高山秀則
高山 秀則（たかやま ひでのり、1948年11月11日 - ）は、宮崎県出身の元競艇選手。
旧姓「藤堂」。

## 来歴
初代本栖チャンプであり、1973年9月に36期生として選手登録され、同期には飯田加一・今垣武志らがいる。同年の11月に若松で初勝利を挙げ、1990年の第5回賞金王決定戦競走（住之江）でSG初制覇、1996年の第6回GC決定戦競走（多摩川）でSG・2勝目を挙げる。2年前の1994年第4回（住之江）でも優出するが、3コースを確保して絶好のカド位置に着けたものの、起こしを完全にしくじってホーム水面に置いていかれ、あわや出遅れ返還寸前のコンマ98で6着に終わる。1990年は賞金がアップされたこともあり、今村豊・新井敏司・野中和夫と共に4名同時で誕生した1億円レーサーの一人となる。全盛期は「剛腕」「荒法師」の異名を取り、豪快なハンドルワークを披露。野中・中道善博・安岐真人・長嶺豊・黒明良光らと黄金期を彩り、水面を目一杯使うダイナミックな走法で、2000年の第1回競艇名人戦で8連勝の完全優勝を達成して強烈な印象を残す。内寄りコースからしぶとく残すベテランらしい捌きが売りで、予選落ちしても一生懸命整備を入れて着順を上げようとする実直な姿勢は高く評価された。2007年10月15日の福岡一般戦「ボートボーイカップ」で優出し、最後の優勝（2号艇2コースから差し切り）を飾る。61期連続でA級をキープし続けたが、2008年8月24日の福岡一般戦「競艇マクール杯」優出（3号艇3コース進入で4着）を最後に引退。前日の23日・4日目10R準優勝戦で最後の勝利となる通算2324勝目（3号艇1コースから逃げ切り）を挙げ、生涯賞金獲得額は16億6661万5644円で歴代6位である。
引退後の2009年にはボートレース殿堂入りを果たし 、現在は家族との時間を大切にしており、ガーデニングや木の剪定、家族旅行などを楽しんでいる。

## 獲得タイトル
※太字はSGレース
- 1983年 - 若松開設30周年記念競走
- 1985年 - 芦屋開設33周年記念競走
- 1986年 - びわこ開設34周年記念競走
- 1987年 - 徳山開設34周年記念競走
- 1989年 - 唐津開設35周年記念競走、大村開設37周年記念競走、蒲郡開設34周年記念競走
- 1990年 - 第5回賞金王決定戦競走（住之江）、蒲郡開設35周年記念競走
- 1993年 - 蒲郡開設38周年記念競走、平和島開設39周年記念競走
- 1994年 - 芦屋開設42周年記念競走
- 1995年 - 第10回賞金王シリーズ戦（住之江）
- 1996年 - 第6回グランドチャンピオン決定戦競走（多摩川）
- 2000年 - 第1回競艇名人戦競走（住之江）
- 2002年 - 第3回競艇名人戦競走（住之江）